# 1926 dans les parcs de loisirs
| Années des parcs de loisirs : 1923 - 1924 - 1925 - 1926 - 1927 - 1928 - 1929    |
| Décennies des parcs de loisirs : 1890 - 1900 - 1910 - 1920 - 1930 - 1940 - 1950 |

## Parcs d'attractions

### Ouverture
- Ideal Beach ( États-Unis) Aujourd'hui connu sous le nom Indiana Beach.
- Knoebels ( États-Unis)

### Fermeture
- Luna Park (Olcott Beach) (en) ( États-Unis)

## Attractions

### Montagnes russes
| Nom                                      | Type/Modèle | Constructeur                                                      | Parc                     | Pays       |
| ---------------------------------------- | ----------- | ----------------------------------------------------------------- | ------------------------ | ---------- |
| Bobs Connu plus tard sous le nom Tornado | Bois        | Frank Darling Frank Prior Frederick Church LaMarcus Adna Thompson | Coney Island             | États-Unis |
| Cyclone                                  | Bois        | Harry Traver (en)                                                 | Crystal Beach Park (en)  | Canada     |
| Hullámvasút                              | Bois        | Ervin Dragon                                                      | Vidámpark                | Hongrie    |
| Kiddie Bobs                              | Bois        | Frank Prior, Fredrick Church (en)                                 | Riverview Park           | États-Unis |
| Skyrocket                                | Bois        | John A. Miller                                                    | Palisades Amusement Park | États-Unis |
| Wildcat                                  | Bois        | Philadelphia Toboggan Company                                     | Rocky Point Park (en)    | États-Unis |
| Wildcat                                  | Bois        | Philadelphia Toboggan Company                                     | Coney Island (Ohio) (en) | États-Unis |

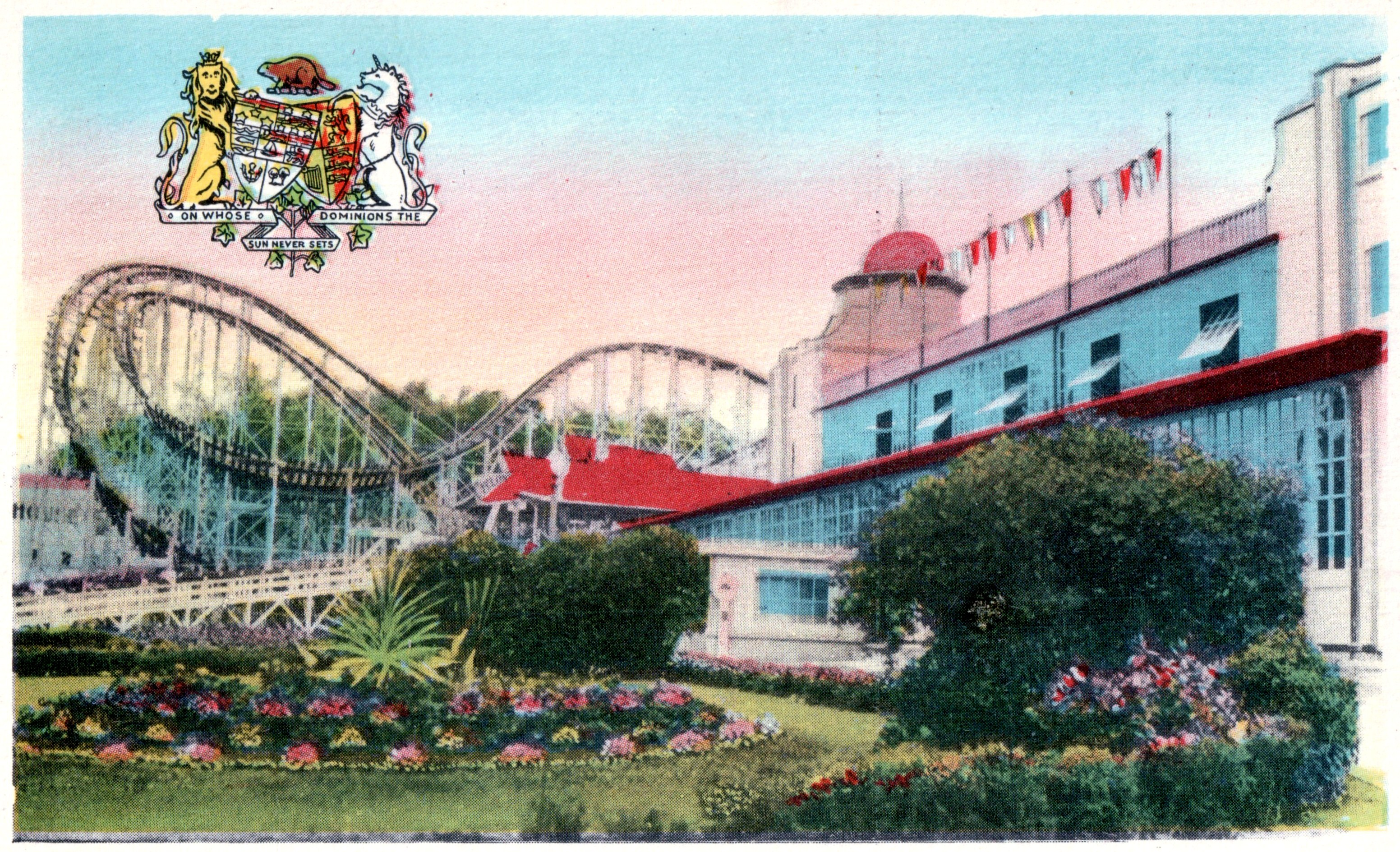
Cyclone à Crystal Beach Park (en)
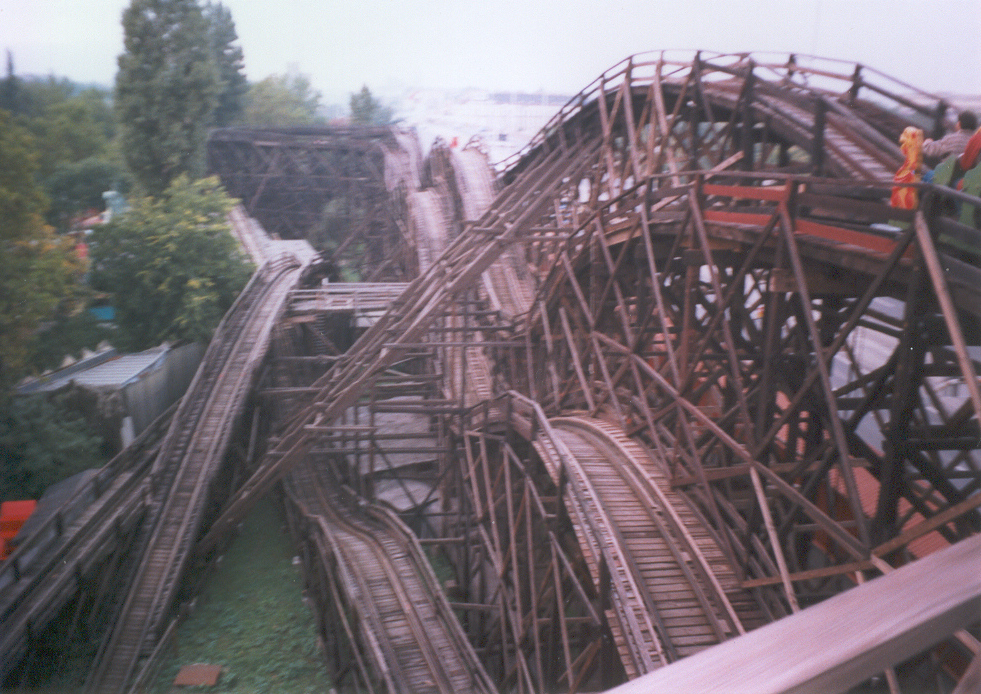
Hullámvasút à Vidámpark

### Autres attractions
| Nom                  | Type/Modèle | Constructeur                  | Parc                           | Pays       |
| -------------------- | ----------- | ----------------------------- | ------------------------------ | ---------- |
| Carousel             | Carrousel   | Philadelphia Toboggan Company | Gillian's Wonderland Pier (en) | États-Unis |
| Grand Carousel       | Carrousel   | Philadelphia Toboggan Company | Coney Island (Ohio) (en)       | États-Unis |
| Grand Carousel       | Carrousel   | Dentzel Carousel Company      | Kennywood                      | États-Unis |
| Silver Star Carousel | Carrousel   | Dentzel Carousel Company      | Rockaway's Playland (en)       | États-Unis |

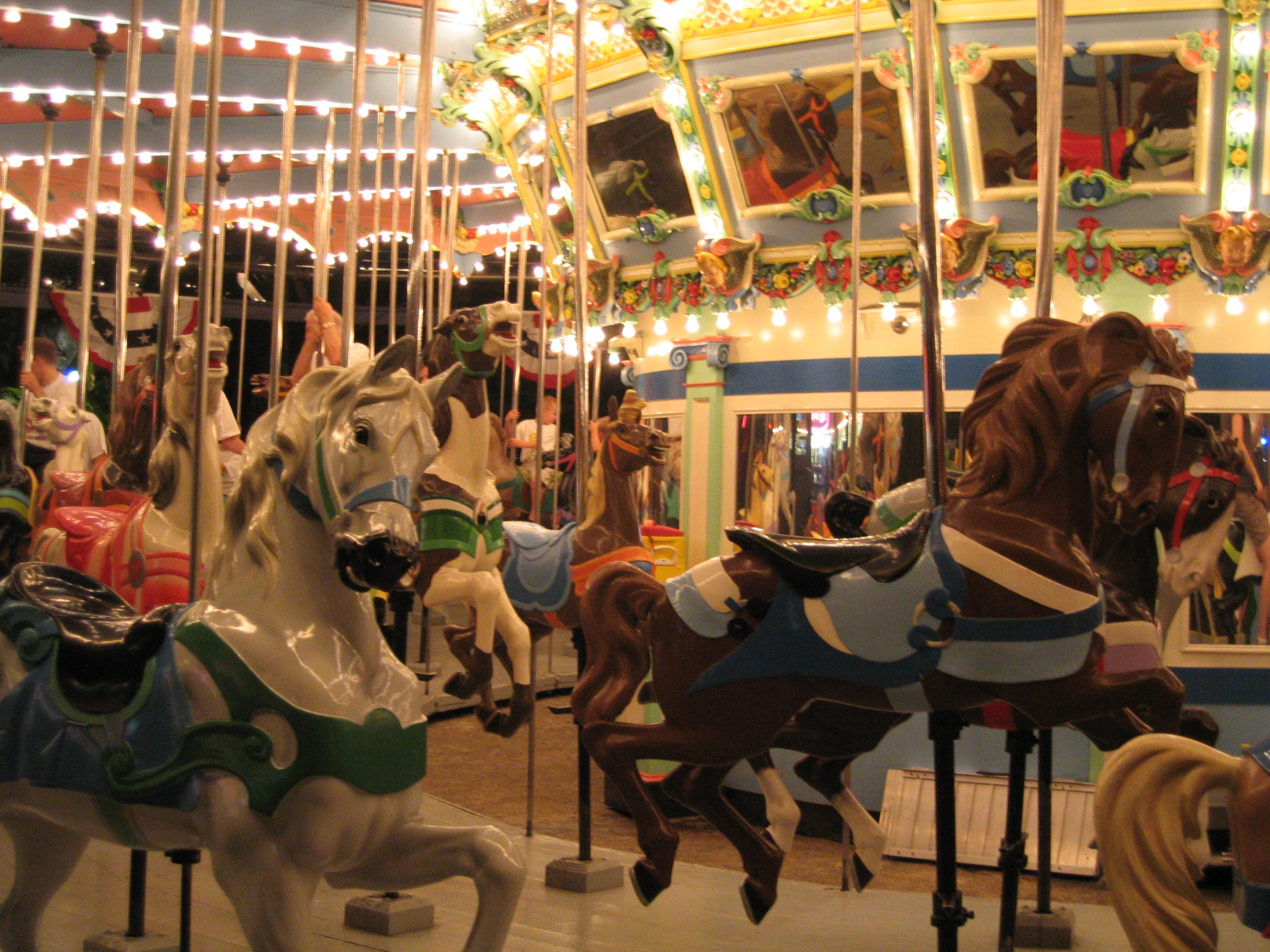
Grand Carousel à Kennywood